# Mistrzostwa Świata w Zapasach 1974
Mistrzostwa Świata w Zapasach 1974 w stylu klasycznym odbyły się w mieście Katowice (Polska), a w stylu wolnym w mieście Stambuł (Turcja).

## Tabela medalowa
| Lp. | Państwo        |    |   |   | Razem |
| --- | -------------- | -- | - | - | ----- |
| 1   | ZSRR           | 12 | 5 | 2 | 19    |
| 2   | Bułgaria       | 3  | 6 | 2 | 11    |
| 3   | Rumunia        | 1  | 1 | 5 | 7     |
| 4   | Mongolia       | 1  | 1 | 1 | 3     |
|     | Polska         | 1  | 1 | 1 | 3     |
| 6   | Japonia        | 1  | 1 | 0 | 2     |
| 7   | Czechosłowacja | 1  | 0 | 0 | 1     |
| 8   | NRD            | 0  | 2 | 2 | 4     |
|     | Turcja         | 0  | 2 | 2 | 4     |
| 10  | Iran           | 0  | 1 | 0 | 1     |
| 11  | Węgry          | 0  | 0 | 2 | 2     |
| 12  | Kanada         | 0  | 0 | 1 | 1     |
|     | Izrael         | 0  | 0 | 1 | 1     |
|     | Jugosławia     | 0  | 0 | 1 | 1     |

## Medale

### Mężczyźni

#### Styl wolny
| Konkurencja |                    |                        |                        |
| ----------- | ------------------ | ---------------------- | ---------------------- |
| 48 kg       | Hasan Isajew       | Rafik Gadziew          | Gordon Bertie          |
| 52 kg       | Yūji Takada        | Ali Rıza Alan          | Roman Dmitrijew        |
| 57 kg       | Władimir Jumin     | Ramezan Cheder         | Hans-Dieter Brüchert   |
| 62 kg       | Dzewegijn Ojdow    | Donczo Żekow           | Vehbi Akdağ            |
| 68 kg       | Nasruła Nasrułajew | Yasaburō Sugawara      | Cedendambyn Nacagdordż |
| 74 kg       | Rusłan Aszuralijew | Janczo Pawłow          | Victor Zilberman       |
| 82 kg       | Wiktor Nowożyłow   | Mehmet Uzun            | Vasile Iorga           |
| 90 kg       | Lewan Tediaszwili  | Ismaił Abiłow          | Mehmet Güçlü           |
| 100 kg      | Władimir Guliutkin | Chorloogijn Bajanmönch | Harald Büttner         |
| +100 kg     | Ladislau Șimon     | Sosłan Andijew         | Bojan Boew             |

#### Styl klasyczny
| Konkurencja |                    |                      |                    |
| ----------- | ------------------ | -------------------- | ------------------ |
| 48 kg       | Władimir Zubkow    | Constantin Alexandru | Georgi Georgiew    |
| 52 kg       | Petyr Kirow        | Walerij Arutjunow    | Nicu Gângă         |
| 57 kg       | Fargat Mustafin    | Józef Lipień         | Ivan Frgić         |
| 62 kg       | Kazimierz Lipień   | Anatolij Kawkajew    | László Réczi       |
| 68 kg       | Nelson Dawidian    | Heinz-Helmut Wehling | Andrzej Supron     |
| 74 kg       | Vítězslav Mácha    | Klaus-Peter Göpfert  | Josif Beriszwili   |
| 82 kg       | Anatolij Nazarenko | Dimityr Iwanow       | Ion Enache         |
| 90 kg       | Walerij Riezancew  | Stojan Nikołow       | Dumitru Manea      |
| 100 kg      | Nikołaj Bałboszyn  | Kamen Goranow        | Nicolae Martinescu |
| +100 kg     | Aleksandyr Tomow   | Szota Morsziładze    | János Rovnyai      |